# Carlos Godoy
Carlos Godoy (Córdoba, 2 de julio de 1983) es un escritor y curador argentino, dedicado a la poesía, la prosa y el ensayo.

## Biografía
Godoy nació y vivió en Barrio Alberdi de Córdoba Capital hasta los 25 años que se mudó a Buenos Aires. Luego de la crisis del 2001 ingresó a la carrera de Letras en la Universidad Nacional de Córdoba y apenas unos años allí dio inicio a su carrera de escritor con la publicación de Prendas (Gog y Magog, 2005). Pero fue con las primeras circulaciones en línea del poemario Escolástica Peronista Ilustrada, uno de los primeros libros en retomar la temática del Peronismo en el siglo XXI, que empezó a tener reconocimiento en el campo cultural. Sus trabajos reunidos en poesía fueron publicados en el año 2018 bajo el título El indio salario por la editorial 17Grises.
Participó de varias antologías de jóvenes narradores como Un grito de corazón (Mondadori, 2009). En el año 2012 publicó el libro de relatos Can Solar (17Grises), en el 2014 la novela  La construcción (Momofuku) que retoma la problemática de Malvinas. En el 2017 publicó Europa (Triana) su primer libro de ensayos y en el 2019 la novela Jellyfish (Tusquets) que toma el debate por la legalización del aborto como escenario.

## Obras
Poesía
- Él, VOX/LUX, Bahia Blanca, 2023.
- El indio salario. Trabajos reunidos 2005-2018, 17Grises editora, Buenos Aires, 2018.
- Escolástica Peronista Ilustrada, editorial Funesiana, Buenos Aires, 2007. Reedición de editorial Interzona con ilustraciones de Daniel Santoro, Buenos Aires 2013.
- Paritarias + Soy la decepción, ediciones Stanton, Buenos Aires, 2011.
- La temporada de vizcachas, ediciones Stanton, Buenos Aires, 2009.
- Prendas, Ediciones Gog y Magog, Buenos Aires, 2005.

Ficción
- La limpieza, novela. 17grises editora. Colección narrativa, Buenos Aires 2022.
- Jellyfish, novela. Tusquets editores. Colección andanzas, Buenos Aires 2019.
- La construcción, novela. Momofuku libros, Buenos Aires 2014.
- Can Solar, relatos. 17grises editora, Buenos Aires, 2012.

No ficción
- Europa, ensayo. Triana editorial, Buenos Aires 2017.